# 大鳳尾蘚
大鳳尾蘚（学名：Fissidens nobilis）为鳳尾蘚科鳳尾蘚屬下的一个种。

## 扩展阅读
- 維基物種上的相關：大鳳尾蘚